# Désinformation lors de la guerre russo-ukrainienne
 (juillet 2023).
Motif : Quel sujet est encyclopédique : la désinformation pendant la crise de 2021-2022 ? la désinformation pendant l'invasion (depuis 2022) ? les deux ?

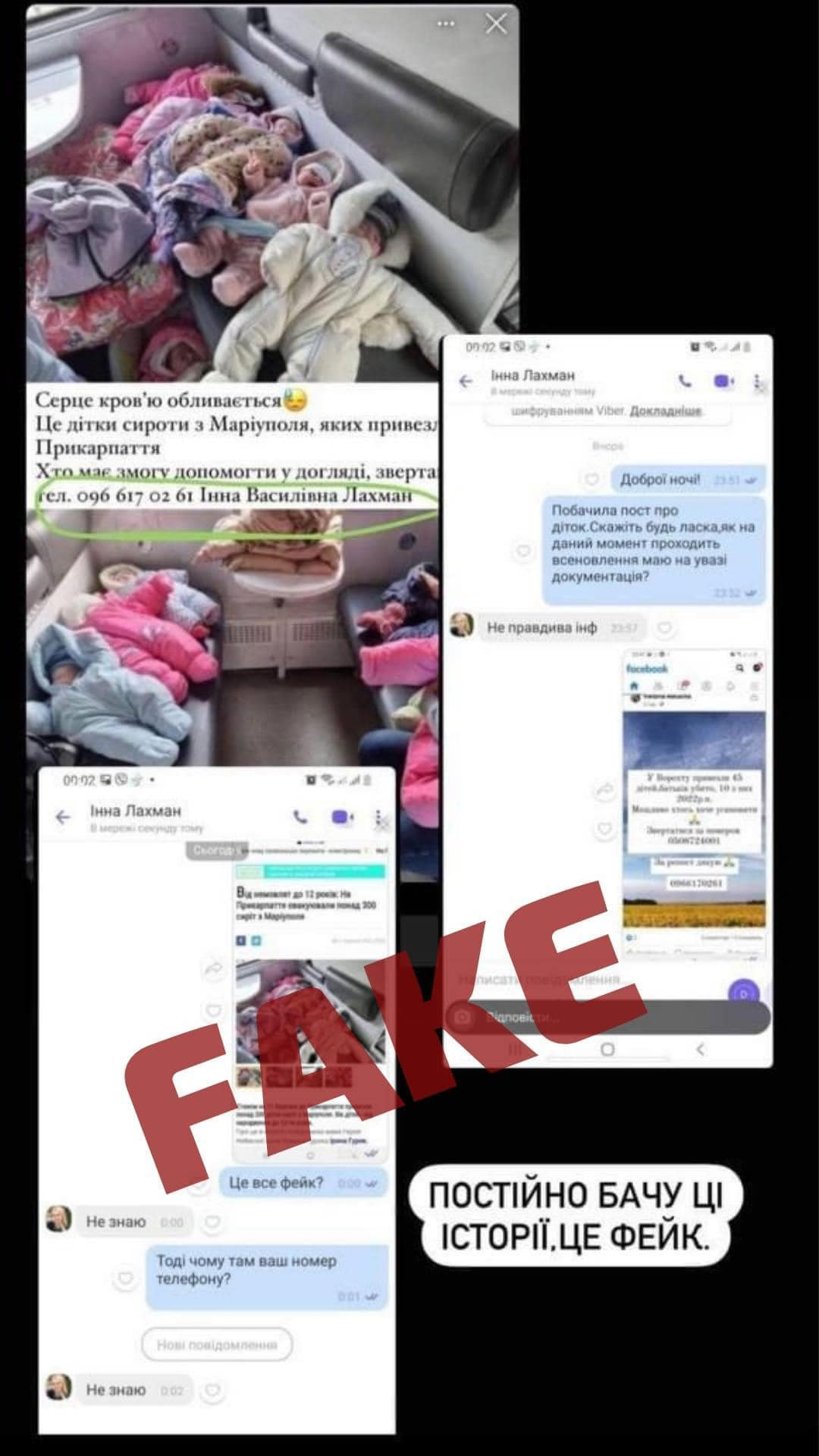
Fausse nouvelle russe selon laquelle des enfants ukrainiens devenus orphelins pendant la guerre seraient proposés à l'adoption

Accompagnant la guerre sur le terrain, une guerre de l'information surgit lors de la crise russo-ukrainienne de 2021-2022, puis gagne en intensité lors de l'invasion de l'Ukraine par la Russie à partir du 24 février 2022. Elle inclut l'utilisation de la désinformation par les parties en présence,,.

## Objectifs
En janvier 2022, les objectifs de désinformation (destinée à tromper délibérément) diffusés par les autorités russes comprennent l'utilisation de « questions » pour encourager la désunion entre les pays occidentaux en faveur de l'Ukraine ; contrer les thèmes promus par l'Organisation du traité de l'Atlantique nord (OTAN) ; créer un démenti plausible pour les violations des droits de l'homme commises par les forces russes ; et de créer un casus belli pour permettre d'envahir l'Ukraine.
La désinformation attribuée à la fois à l'Ukraine et à la Russie depuis le début de la crise russo-ukrainienne en 2014 vise à montrer que l'autre partie est impliquée dans de graves violations des droits humains.
Dans le champ du cyberespace, le volet informationnel constitue l'un des deux grands volets de la cyberguerre en complément des cyberattaques. Selon l'experte en numérique Asma Mhalla, si la cyberguerre russo-ukrainienne n'a pas été marquée par des cyberattaques d'infrastructures critiques majeures, la guerre informationnelle a en revanche été de très haute intensité. L'enjeu de l'infoguerre est d'installer une guerre psychologique à double détente permettant à la fois le contrôle de la chaine informationnelle nationale mais aussi la déstabilisation de la sphère informationnelle des opinions publiques des États ennemis, marque de fabrique de la stratégie informationnelle russe. Les mécanismes de viralité des réseaux sociaux et les techniques d'amplification inauthentiques numériques donnent une ampleur inédite aux contenus injectés à la fois du côté russe et ukrainien.
L'Institut de recherche stratégique de l'École militaire souligne, dans une note rédigée par Damien Van Puyvelde, directeur du Scottish Centre for War Studies de l’université de Glasgow, que les États ont beaucoup utilisé l'augmentation du bruit sur les réseaux sociaux pour déclassifier de manière prématurée des informations de renseignement, afin d'anticiper la désinformation.

## Désinformation intérieure et censure sur le sol russe
Dès le début de l'invasion de l'Ukraine, le 24 février 2022, l'Agence russe de surveillance des communications, Roskomnadzor, rend obligatoire aux médias nationaux, pour couvrir le conflit en Ukraine, d'« utiliser les informations et les données reçues uniquement de sources officielles russes ».
Le 26 février, Roskomnadzor ordonne à l'ensemble des médias russes de supprimer leurs publications faisant état de civils tués par l'armée russe en Ukraine ou contenant les termes d'« invasion », d'« offensive » ou de « déclaration de guerre », sous peine d'importantes amendes ou de blocage,,,. Le terme employé officiellement est donc « opération militaire spéciale », la guerre et les bombardements ne sont pas montrés à la télévision, invisibles pour les Russes, selon Le Monde.
Le 1er mars, deux médias indépendants, accusés d'avoir relayé de fausses informations, sont bloqués : la chaîne de télévision en ligne Dojd et la station de radio Écho de Moscou.
Le 4 mars, Vladimir Poutine signe une loi votée à l'unanimité par la Douma limitant fortement la liberté d'expression et l'accès à l'information. La loi prévoit jusqu'à 15 ans de prison pour quiconque publie des « informations mensongères » sur l'armée russe. Elle concerne les particuliers ainsi que les médias russes et étrangers. Le média indépendant russe Znak ferme son site. Plusieurs autres médias russes, dont Novaïa Gazeta, annoncent la suppression ou la modification de leurs contenus liés au conflit en Ukraine pour se prémunir contre d'éventuelles poursuites prévues par la nouvelle loi. L'ONG Reporters sans frontières estime que le dirigeant russe est « clairement en train de mettre son pays sous cloche ». Le classement de RSF place la Russie à la 150e place sur 180 États pour la liberté de la presse. Les autorités russes bloquent le réseau social Facebook et restreignent l'accès à Twitter, le 4 mars,.
Le 14 mars 2022, lors du principal programme d'information du soir de la plus puissante chaîne télévisée du pays, Pervi Kanal, baptisé « Vremia » (« Le Temps »), un rendez-vous quotidien suivi par des millions de Russes depuis l'époque soviétique, la journaliste Marina Ovsiannikova, employée de la chaîne, surgit derrière la présentatrice Ekaterina Andreïeva, exhibant une pancarte sur laquelle il est écrit : « Non à la guerre. Ne croyez pas la propagande. On vous ment, ici. Les Russes sont contre la guerre ». Le drapeau de l'Ukraine et celui de la Russie sont également dessinés sur la pancarte. L'ONG de défense des droits des manifestants OVD-Info rapporte que Marina Ovsiannikova est arrêtée et emmenée au commissariat.
Le 21 mars, un tribunal russe bannit les réseaux sociaux Facebook et Instagram du territoire pour « cause d'activité extrémiste », alors que leur accès était déjà bloqué depuis plusieurs jours, de même que celui à Twitter. Cela fait suite à la demande par les autorités russes, le 11 mai précédent, de classer Meta comme organisation « extrémiste ». Elles l’accusaient d’avoir permis la publication de messages violents à l’encontre de l’armée et des dirigeants russes en lien avec l’opération militaire de Moscou en Ukraine. En 2021 déjà, le pays a menacé de bannir Twitter, Facebook et YouTube, les accusant de ne pas respecter les lois du pays en matière de désinformation.
Le Parlement russe adopte le 22 mars 2022, promulguée par le président russe le 25 mars 2022, une autre loi sur les « informations mensongères », étendant les lourdes sanctions prévues par la précédente à toute communication sur les actions de la Russie à l'étranger, et non plus seulement sur l'armée russe,. Le même jour, le président du comité d'enquête de la fédération de Russie, la plus haute autorité d'enquête du pays, déclare qu'il y a déjà plus de dix affaires pénales en cours sur des accusations de « fausses informations » sur l'armée russe, incluant celle de Mark Bernstein, arrêté en Biélorussie pour ses contributions à Wikipédia en russe.
Pour Julien Nocetti, la désinformation en Russie a essentiellement pour but de rassembler et de fédérer la population autour de la position défendue par le Kremlin. Pour ce faire, la propagande utilise la peur : faire croire à la population russe que l'Ukraine possède des programmes d'armements biologiques et qu'une junte néonazie prétendument au pouvoir en Ukraine serait prête à utiliser ces armes biologiques ; cela terrorise la population russe et favorise le soutien à Vladimir Poutine.
Le journaliste britannique Eliot Higgins de Bellingcat juge en février 2022 que la qualité des vidéos de désinformation russes s'est affaiblie, mais reste particulièrement efficace pour l'ancienne génération de Russes. Par ailleurs, près de 200 sites de désinformation sur le conflit ont été recensés, principalement des sites anglophones.

## Thèmes de désinformation

### Thématiques pro-russes

#### Appel «urgent» à évacuer (pré-enregistré)
Le 18 février 2022, les dirigeants de la république populaire de Donetsk (RPD) et de la république populaire de Lougansk (RPL), les régions séparatistes d'Ukraine impliquées dans la guerre du Donbass, diffusent ce qui est présenté comme un appel urgent aux citoyens pour qu'ils évacuent vers la Russie. Les métadonnées de Telegram montrent que les enregistrements ont été téléchargés deux jours plus tôt, le 16 février,.

#### Tentatives d'assassinat (fausse attribution)
Selon Bellingcat, un supposé attentat à la bombe contre un « chef de la police séparatiste » fomenté par un « espion ukrainien » est diffusé à la télévision d’État russe. La preuve du bombardement sont des images d'un vieux « véhicule de l'armée verte ». À l'examen, la plaque d'immatriculation de l'ancienne voiture s'avère être celle du chef de la police séparatiste. La même plaque d'immatriculation est vue sur un SUV récent,,.
Le 18 février 2022, la république sécessionnaire de Lougansk diffuse la vidéo d'une voiture ; il est dit qu'elle est remplie d'explosifs et qu'elle était destinée à faire sauter un train rempli de femmes et d'enfants évacués vers la Russie. Les métadonnées de la vidéo montrent qu'elle a été enregistrée le 12 juin 2019.

#### Tentatives de sabotage (pré-enregistré)
La république sécessionnaire de Donetsk publie une vidéo le 18 février 2022 qui prétend montrer des saboteurs polonais essayant de faire sauter un réservoir de chlore situé près de la ville de Gorlovka. La vidéo est diffusée par les médias russes. Les métadonnées de la vidéo indiquent pourtant qu'elle a été créée dix jours plus tôt, le 8 février 2022, et qu'elle mélange différents éléments audio et vidéo, y compris ceux d'une vidéo disponible sur YouTube de 2010 d'un champ de tir militaire en Finlande,. Les services de renseignement ukrainiens attribuent la paternité de la vidéo au service de renseignement russe GRU.

#### Agression ukrainienne (fausse attribution)
La première chaîne de télévision russe diffuse des images d’un char ukrainien supposément détruit par les forces russes après qu’il a pénétré sur leur territoire. À l'examen, le véhicule blindé est un BTR-70M, qui n'est pas utilisé par les forces armées ukrainiennes.

#### Génocide dans le Donbass (fausse attribution)
À la mi-février 2022, le président russe affirme que l'Ukraine commet un génocide dans le Donbass. Selon le Guardian, l'exhumation en 2021 des fosses communes des victimes tuées en 2014 pendant la guerre du Donbass est « utilisée politiquement » pour donner une impression « grossièrement trompeuse » qu'un génocide était en cours.
Pour le journaliste et chercheur Milàn Czerny, l'utilisation du terme « génocide » s'inscrit dans la longue durée et va de pair avec le révisionnisme sur l'histoire de l'Ukraine : Sergueï Glaziev (en), futur conseiller de Vladimir Poutine dès 2012, se sert du terme de « génocide économique » contre les Russes après la libéralisation du pays dès les années 1990. Pour Cécile Vaissié, spécialiste du monde slave, cette vision est partagée par de nombreux membres des cercles néoconservateur et nationaliste russes. Pour ces derniers, la diminution de l'importance du russe dans les ex-pays soviétiques — même si une large majorité des Ukrainiens sont bilingues, une série de lois depuis 2014 diminuent la place du russe dans l'espace public sans la supprimer comme le prétendent les tenants du discours d'une « ukrainisation totale » — relèvent d'un « génocide culturel »,. Dans le même temps, l'ouverture du discours du locataire du Kremlin par le terme « compatriote » remonte selon Czerny à Boris Eltsine et couvre toutes personnes se considérant comme liées avec la Russie — monde russe, ou « русский мир » en russe — et que Moscou doit protéger. Vladimir Poutine est coutumier de ce terme puisqu'il l'utilise dès 2001 et lui sert notamment lors de la crise de Crimée,.

#### Annonce de victoire (publiée par erreur)
Le 25 février, un communiqué rédigé à l'avance en cas de victoire rapide est publié puis aussitôt retiré par l’agence de presse officielle russe RIA Novosti. Il célèbre l'unité retrouvée des Russes, Biélorusses et des Ukrainiens, affirmant que « l'Ukraine est revenue à la Russie » et que le « problème ukrainien est réglé ».

#### Annonce d'expulsion d'étudiants russes en Europe
La Haut-Commissaire aux droits de l’homme de la fédération de Russie, Tatiana Moskalkova, annonce dans un post Instagram publié le 28 février 2022, depuis supprimé, qu'elle a pris des mesures pour protéger les étudiants russes à l'étranger, laissant entendre que ces derniers seraient expulsés d'universités françaises, tchèques, belges et d'autres pays européens en raison de la situation en Ukraine. Cette fausse information s'est rapidement propagée, reprise par plusieurs média en Russie, et a notamment conduit les ministres français de l'Enseignement supérieur et de la Recherche et celui de l'Intérieur à démentir la rumeur.

#### Inexistence de l'Ukraine (révisionnisme historique)
À l'été 2021, le président Vladimir Poutine publie un article long de 5 300 mots intitulé « De l'unité historique des Russes et des Ukrainiens » où il parle des liens qui unissent les deux peuples sur les plans tant historique que culturel et religieux. Il affirme que « les Russes et les Ukrainiens sont un seul peuple qui appartient au même espace historique et spirituel ». Un sondage effectué peu après par l'ONG Rating Group Ukraine montre que, sur l'ensemble de la population ukrainienne, seuls 41 % des interrogés sont en accord avec cette prise de position,, et que les opinions changent selon les régions et les mouvements politiques d'appartenance : tandis qu'à l'Est et dans les mouvements pro-russes, 60 % des répondants partagent ce point de vue, à l'Ouest 70 % sont en désaccord, tout comme les membres des partis politiques opposés au Kremlin qui réfutent à 80 % cette position.
Dans l'article de 2021, le président russe affirme que l'Ukraine est créée de toutes pièces par la Russie soviétique et particulièrement Lénine et il en conteste l'existence. Les bolchéviks auraient, selon lui, découpé et abandonné des parties du territoire historique de la Russie — à l'instar du transfert de la Crimée actée par Khrouchtchev en 1954 — et disloqué les populations slaves de l'Est en plusieurs nations. Cette révision de l'histoire ukrainienne se place dans un discours qui trace une continuité directe entre la conversion de Vladimir Ier à l'orthodoxie, la Rus' de Kiev et la Russie tsariste.
Les occupants russes interdisent aux enseignants de continuer leur travail : les livres et manuels en ukrainiens, documents et matériels informatiques des écoles et départements d'éducations sont détruits et volés, les enseignants doivent enseigner en russe des programmes russes sous peine de disparition forcée ou d'envoi au front. Ces programmes contiennent le révisionnisme russe niant l'existence de l'Ukraine, ainsi que, selon les ONG de défense des droits humains ukrainiens, un discours génocidaire.

#### Armes biologiques (fausse attribution)
Le porte-parole du Kremlin, Dmitri Peskov, affirme également que le ministère américain de la Défense finance un programme biologique militaire sur le territoire ukrainien. Le 10 mars, le ministre des Affaires étrangères russe affirme que le Pentagone finance « plusieurs dizaines de laboratoires biologiques militaires en Ukraine ». Les États-unis démentent, affirmant que le pays « ne développe et ne possède pas des armes de ce type, où que ce soit », et s'inquiètent aussitôt que l'argument soit lancé volontairement pour autoriser en retour la Russie à utiliser des armes chimiques ou biologiques.
Les informations et les allégations se mélangent. Comme tous les pays développés, l'Ukraine dispose en effet de laboratoires de recherche biologique (sur la grippe aviaire, la grippe porcine, les virus, y compris celui de la Covid-19). De plus, l'Ukraine a hérité des installations militaires soviétiques où des armes biologiques étaient développées. Enfin, l'Ukraine a bien obtenu un financement en 2016 du ministère américain de la Défense (par le biais de son Agence de réduction de la menace militaire, Defense Threat Reduction Agency, DTRA) pour sécuriser ses installations.
Les sources russes sont appuyées sur l'interview du directeur du programme américain de réduction par la coopération de la menace (Cooperative Threat Reduction Program) dans la revue pacifiste Bulletin of the Atomic Scientists, publiée le 25 février. Le nombre de 26 installations aidées par la DTRA y est mentionné, ainsi que le programme de destruction de souches dangereuses, mais l'interprétation belliqueuse n'y figure pas.
Cette propagande est poussée par le Kremlin et relayée à l'étranger par des médias et des propagandistes actifs sur les réseaux sociaux,,.

#### Annonces de crimes
Plusieurs fois, la Russie annonce craindre la perpétration d'attaques chimiques par l'Ukraine. Ces annonces, notamment concernant de probables futures attaques chimiques, ont été nombreuses également pendant le conflit syrien. Régulièrement, la Russie annonce avoir des indices ou preuves concernant la possession, la fabrication ou l'acheminement de composés ou armes chimiques par leur ennemi. Ces annonces ne sont jamais suivies d'effets mais sèment la confusion.

#### Régiment Azov
Le régiment Azov, créé en 2014 lors du conflit pour la Crimée par Andreï Biletsky, un militant d'extrême-droite ayant fait partie de groupes hooligans et de l’organisation paramilitaire ultranationaliste Patriotes d’Ukraine, fait l'objet de désinformation. Ce bataillon, dont le noyau initial est constitué de militants issus des milieux hooligans, y compris d'anciens néonazis, a ensuite été constitué de volontaires, indépendamment de leurs idées politiques, venus pour défendre le territoire ukrainien contre la Russie. Si les nouvelles recrues étaient au départ endoctrinées par les idées extrémistes, le positionnement du groupe a évolué : « les rangs ont grossi avec des Ukrainiens dépolitisés simplement admiratifs de leurs réussites au combat ».
Fin 2021, durant la crise précédent l'invasion de l'Ukraine, le passé néonazi d'Azov et la présence de combattants extrémistes et proches des milieux néonazis, sont utilisés à des fins de propagande par la Russie, qui cherche à amplifier cette tendance. Des photographies apparues sur les réseaux sociaux en 2014, l'une de plusieurs combattants avec un drapeau nazi et un drapeau d'Azov, et l'autre d'une douzaine d'hommes dont l'un porte un vêtement au logo d'Azov, rassemblés autour du portrait d'Hilter, ressurgissent et sont largement diffusés sur les réseaux sociaux. La propagande russe martèle son affirmation que les combattants d'Azov, désormais intégrés à l'armée ukrainienne, sont des néonazis, bien qu'ils soient considérés être une minorité, et même pour généraliser cela à l'ensemble des forces armées ukrainiennes (dont le régiment Azov représente 2 % des effectifs), qui seraient « infestées de néonazis », selon le Kremlin ; le prétexte donné par Valdimir Poutine à l'invasion de l'Ukraine étant une opération visant à « dénazifier » le pays,,,,. Selon Idrees Ahmad, Azov est utilisée comme prétexte à l'invasion tout comme Daesh a été utilisé comme prétexte aux attaques en Syrie.

#### Négation de crimes de guerre puis fausse attribution
Les attaques russes sur les civils les plus médiatisées (bombardement de la maternité et de l'hôpital pour enfant de Marioupol, massacre de Boutcha, bombardement de la gare de Kramatorsk...) font tous l'objet d'une campagne de désinformation, aussi bien en Russie qu'à l'étranger, attribuant ces potentiels crimes de guerre à l'Ukraine. Le plus souvent, les versions officielles russes successives se contredisent au fur et à mesure des révélations : négation de l'événement en lui-même (cela n'aurait pas eu lieu, ce serait une mise en scène, les victimes seraient des comédiens...) puis justification (par la présence de soldats, d'objectifs militaires...) et enfin, attribution à l'Ukraine. Les officiels russes (Kremlin, représentants à l'ONU et ambassades) ont déjà utilisé les mêmes méthodes et narratifs de propagande pendant le conflit en Syrie y compris la rhétorique conspirationniste,,,,,,,,,. Selon Idrees Ahmad, les méthodes de désinformation russes fonctionnent cependant moins bien qu'en Syrie, notamment grâce à une meilleure préparation de l'Ukraine à contrer ce genre de désinformation, à une communication organisée et effective, et au développement du journalisme d'investigation en sources ouvertes.
Les représentants du Kremlin et grands médias russes, malgré les accumulations de preuves, affirment régulièrement que l'armée russe n'a jamais tué de civils. Pour ce faire, les journalistes sont visés délibérément,, les accusations de crime de guerre sont réfutées sans tenir compte des preuves et témoignages, de fausses activités militaires sont inventées convenant des civils tués (le journaliste reporter d'images français Frédéric Leclerc-Imhoff tué dans le bombardement d'un convoi humanitaire est par exemple faussement qualifié de mercenaire par l’agence de presse russe TASS), des doubles-frappes sont menées quelques minutes après une première frappe aérienne (visant les témoins : survivants, secouristes ou journalistes arrivés sur place), et les médias étrangers sont accusés de mentir.

### Thématiques pro-ukrainiennes

#### Fantôme de Kiev
Aux prémices du conflit, deux jours après le début de l'invasion, des vidéos circulent sur les réseaux sociaux montrant des avions de chasse dans le ciel de Kiev et revendiquant la destruction de plusieurs avions russes par un pilote ukrainien. Ce dernier est surnommé le « fantôme de Kiev » et son histoire est partagée en masse sur les réseaux sociaux, relayée par le ministre de la Défense ukrainien ainsi que l'ex président ukrainien Porochenko[réf. non conforme].
Pourtant, quelques jours plus tard, des médias révèlent que la vidéo est issue d'un jeu vidéo, prouvant que le Fantôme de Kiev est une légende urbaine. Le 30 avril, les autorités ukrainiennes confirment elles-mêmes que le Fantôme de Kiev est un mythe créé à des fins de propagande pour soutenir le moral des troupes,[réf. non conforme].

#### Jeune fille face à un soldat
En février-mars 2022, une vidéo et des images qui en sont issues représentant une jeune fille confrontant un soldat circulent sur les médias sociaux. Les publications, qui récoltent des millions de vues pour certaines, prétendent que la première protagoniste est ukrainienne et le second russe,. Or, cette fille est la Palestinienne Ahed Tamimi qui confronte un soldat israélien dans une vidéo remontant à 2012,,.

#### Autodafés dans les zones sous contrôle russe
Le 21 mai 2022, des personnalités politiques et des experts relaient une photographie d'un tas de livres en train de brûler. Ils affirment par cette photographie que les militaires russes commettent des autodafés dans les zones sous leur contrôle,. Ce sont notamment Carl Bildt (co-président du Conseil européen des relations internationales et ancien Premier ministre de Suède) et Melinda Simmons (en) (ambassadrice du Royaume-Uni en Ukraine) qui y dédient une publication sur leur compte Twitter,. Or, même si les autorités ukrainiennes accusent des cas de destruction de livres et des bibliothèques ont effectivement été victimes des bombardements, cette photographie a été prise lors d'une manifestation le 14 mars 2010, à Simferopol, en Crimée,,. Lors de cet événement, des civils pro-russes, notamment des représentants de l'organisation Proryv et du bloc Natalia Vitrenko, protestent contre la politique gouvernementale en brûlant des livres sur la « toute nouvelle histoire de l'Ukraine », des manuels de chimie et des journaux ; en réaction, des manifestations symétriques ont par la suite eu lieu dans l'ouest du pays,.

#### Poutine commençant à s'équiper d'un gilet pare-balles
Depuis le 22 mai 2022, une photographie représentant Vladimir Poutine (président de la Russie) se penchant au-dessus d'un lac circule sur les médias sociaux. Les publications prétendent qu'au cours de ses récentes apparitions publiques il commencerait à s'équiper d'une protection inhabituelle ressemblant à un gilet pare-balles qu'on pourrait apercevoir à travers les plis de sa veste. Cette affirmation fait référence à un potentiel renforcement de la protection du président depuis le début de l'invasion et à ses tentatives d'assassinat. Pourtant, le contexte de la photographie est différent puisqu'elle remonte au 4 août 2017 : ce jour-là, Poutine visite la réserve naturelle du Baïkal et prend part à une cérémonie de libération d'alevins d'omoul,.
Selon France 24, il n'est pas évident d'établir si Poutine a porté quelque chose sous sa veste ce jour-là. Cette rédaction a contacté deux experts militaires : selon eux, dans l'hypothèse d'un gilet, il s'agirait sûrement d'une protection « classe allant jusqu’à IIIA permettant une protection contre des munitions jusqu’à 7.62X51 » ou bien d'un gilet anti-couteau. Un des photographes de l'événement, également contacté par France 24, indique avoir remarqué une forme mais en l'absence présumée de danger, ses collègues et lui « [penchent] plutôt pour un bandage médical ». D'après le média russe Proekt qui a enquêté sur le rapport qu'entretient le président avec sa santé, celui-ci aurait consulté, entre mai et juillet 2017, de nombreux spécialistes, notamment un traumatologue orthopédiste après une chute sur le dos survenue le 10 mai 2017 durant un match de hockey sur glace,,.

## Désinformation à l'étranger
Les articles pro-russes utilisent « l’argumentaire révisionniste utilisé par le Kremlin pour justifier son agression de l’Ukraine », selon Conspiracy Watch,,.
D'anciennes vidéos sont diffusées sur les réseaux sociaux comme supposément tournées début 2022 en Ukraine, bien qu'ils s'agisse en réalité d'événements survenus ailleurs (Chine, Libye), en Ukraine mais des années auparavant, et issues d'un jeu vidéo.
Le ministère des affaires étrangères des États-Unis et le Service européen pour l'action extérieure de l'Union européenne (UE) publient des guides visant à répondre à la désinformation russe. Le 25 janvier, Twitter suspend la vente d'espace publicitaire en Ukraine et en Russie pour tenter de freiner la désinformation diffusée ce biais. En février 2022, le régulateur allemand décide d'interdire la diffusion de RT en Allemagne. Le 27 février 2022, la présidente de la Commission européenne Ursula von der Leyen annonce le bannissement des chaînes RT et Sputnik dans toute l’Union européenne,.
Eliot Higgins, fondateur de Bellingcat, estime que la désinformation sert à détourner l'attention des crimes de guerre perpétrés sur les civils.
De même en France, les « réseaux de réinformation antivaccins » sont passés de manifestations anti pass sanitaire à un soutien pro-Poutine en faveur de son opération en Ukraine — réseaux qui partageaient déjà la désinformation pro-Kremlin avant la crise sanitaire, notamment sur le conflit syrien —,,,,,,,.
La désinformation pro-russe est très partagée par les réseaux d'extrême-droite. Leurs propagateurs minimisent voire nient les crimes de guerre contre les civils ukrainiens et fustigent généralement leur émigration,,,.
Les services de renseignements russes organisent de fausses manifestations en Europe (des documents prouvent leur organisation en France, en Espagne, en Belgique, en Allemagne et aux Pays-Bas) afin de tenter de discréditer l'Ukraine (salut nazi effectué par un homme devant des banderoles aux couleurs de l'Ukraine), l'Union Européenne (3 hommes se rendent sur le lieu de manifestations n'ayant aucun lien avec l'Ukraine ou la Russie et se photographient parmi la foule, avec des pancartes aux messages identiques anti-Europe ou OTAN) ou bien la Turquie, ou encore dans le but de tenter d'aviver les tensions internes à l'Europe ou à l'OTAN. Un rapport des renseignements russe affirme par exemple qu'il faut jouer sur le « sentiment anti-Islam » en Europe et demander à des « résidents locaux ou migrants » de se filmer en train de brûler un drapeau turc ou de taguer des slogans « insultant Erdogan » dans plusieurs villes (Paris, La Haye, Bruxelles et Francfort), pour en diffuser les images sur les réseaux sociaux.
En 2022 et 2023, l'Opération Doppelgänger imite des sites internet de grand médias français, allemands, italiens, britanniques et ukrainiens, en créant des sites miroirs en y publiant des articles hostiles à l'Ukraine. Le site du ministère des Affaires étrangères et d'autres sites gouvernementaux français ont également été imités. Plusieurs acteurs et entités russes sont impliqués dans cette campagne de désinformation ; des entités étatiques ou affiliées à l’État russe y ont participé, notamment en partageant et amplifiant de fausses informations,.
En février 2024, l'agence française Viginum met en évidence l'existence d'un réseau de désinformation composé de 193 portails d'information. Ce réseau cible aussi bien les russophones ukrainiens que les pays occidentaux soutenant l'Ukraine. Il a été dénommé réseau Portal Kombat.
A partir de septembre 2023, les russes déclenchent l'opération Matriochka. Il s'agit d'une opération de désinformation qui se double d'une opération de diversion des fact-checkers des médias occidentaux. L'information est toujours diffusée via les réseaux sociaux, mais en plus les journalistes sont interpellés pour vérifier les infox relayées et attribuées à des médias occidentaux,. L'objectif ultime restant de saper le soutien occidental à l'Ukraine,.

### Utilisation des réseaux sociaux
D’après une enquête de NewsGuard, le réseau social chinois TikTok joue un rôle important dans cette guerre de l’information,. C’est même l’un des principaux vecteurs de fausses nouvelles sur la guerre, notamment issues de médias défendant les intérêts du Kremlin. Plusieurs médias anglo-saxons caractérisent d’ailleurs cette guerre comme de la « première guerre TikTok » de l’Histoire. De plus, NewsGuard souligne qu’il n’y a « aucune distinction entre les sources fiables et la désinformation » sur la plateforme.
Le Kremlin et peut-être d'autres agents d'influence russes recrute des influenceurs sur TikTok et YouTube pour atteindre les jeunes,,.

### Diffusion dans le milieu«mainstream»
Des universitaires britanniques ayant déjà œuvré pour la désinformation pro-russe et pro-Assad lors de la guerre civile syrienne sont de nouveau épinglés à propos de l'invasion de l'Ukraine,,.
En France, un ancien militaire s'étant brièvement rendu en Syrie témoigne sur de nombreux plateaux télévisés, affirmant avoir assisté à de nombreux crimes de guerre commis par les forces ukrainiennes, avant que ses propos mensongers ne soient démontés par les journalistes de Checknews,.
Le 10 août 2022, un reportage du journal télévisé de France 2 montre un toit, à quelques dizaines de mètres d'un réacteur nucléaire, sur lequel un missile russe se serait abattu sans exploser. Il s'avère ultérieurement que l'élément filmé n'est pas une arme russe, mais une cheminée endommagée ; ces propos mensongers sont repérés par plusieurs internautes sur les réseaux sociaux,. La chaîne présente ses excuses le 22 août.

### Réseau de faux sites d'information
Fin septembre 2022, l'ONG UE Disinfo Lab, qui lutte contre les infox en Europe, rend publique une enquête qui dévoile une large opération de désinformation lancée par la Russie en Europe : 17 sites d'information européens, dont 20 Minutes et plusieurs grands médias en allemand tels Süddeutsche Zeitung, sont clonés et copiés sur de faux sites (même apparence et présentation, adresses semblables, liens renvoyant vers les vrais sites) et présentent des programmes de propagande pro-russe et anti-ukrainienne,,.

## Cyberattaque et résurgence antisémite
À partir de la décennie suivante, ce mouvement déjà accéléré avec l'apparition en 2021 du groupe Ghostwritera tteint désormais maintenant un sommet avec l'invasion de Poutine par l'Ukraine depuis le 24 février 2022,, le groupe Roaming Mayfly étant désormais très actif sur la toile inquiétant fort les autorités à ce sujet, conflit faisant resurgir également le Nazisme dans les opinions publiques,,.

## Réactions des autorités ukrainiennes
Les autorités ukrainiennes ont annoncé le 28 mars 2022 avoir « neutralisé » cinq usines à bots dans les régions de Kharkiv, Tcherkassy, Ternopil et de Transcarpathie. Cette action consisterait en la saisie de matériel informatique et de télécommunications.
L'Ukraine est également décrite par plusieurs analystes comme réactive, préparée aux campagnes de désinformation du Kremlin, généralement efficace en matière de communication, aussi bien envers les Ukrainiens qu'à destination de l'étranger. Les autorités ukrainiennes s'adressent régulièrement aux Russes également, civils comme soldats (appels à protester, à rendre les armes),,,.